# Figuerola d'Orcau (antic municipi)
Aquest article és sobre l'antic municipi d'aquest nom. Per a la vila, vegeu Figuerola d'Orcau.
| \| ← \| 1812 — 1970 \| → \|                   |                           |   |
| Escut d'armes                                 |                           |   |
| Figuerola d'Orcau dins d'Isona i Conca Dellà  |                           |   |
| Període històric                              | Edat Contemporània        |   |
| • Creació del municipi (Constitució de Cadis) | 1812                      |   |
| • Annexió a Isona i Conca Dellà               | 1970                      |   |
| Gentilicis                                    | Figuerolenc, figuerolenca |   |
| Altitud                                       | 553 m                     |   |
| Superfície                                    | 7,96 km²                  |   |
| Població                                      |                           |   |
| • 2006                                        | 204                       |   |
| ←                                             | 1812 — 1970               | → |

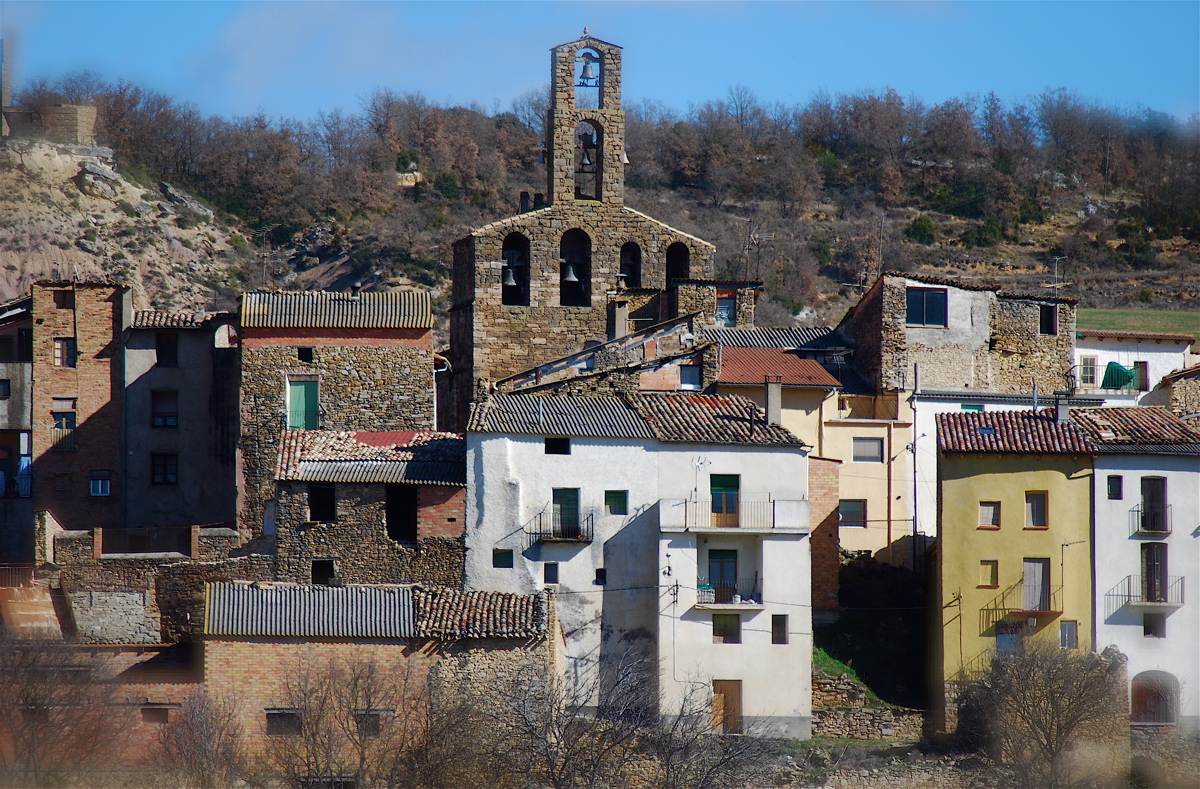
Figuerola d'Orcau

Figuerola d'Orcau és el nom d'un municipi del Pallars Jussà, existent fins al 1970, quan s'ajuntà a Isona, al mateix temps que també ho feren Benavent de Tremp, Conques, Orcau i Sant Romà d'Abella, al terme municipal d'Isona i Conca Dellà.
El seu antic municipi no comprenia cap altre nucli de població i tenia una extensió de 7,96 km². Havia estat creat, amb el nom de Figuerola de Orcau per l'aplicació de la Constitució de Cadis, el 1812.
Actualment fa de límit de ponent del terme isonenc, davant del gran terme de Tremp, que es troba just a ponent, i del de Gavet de la Conca, que és el seu límit meridional. Antigament tenia, encara, Orcau al nord i nord-est, Conques, tots integrats a Isona i Conca Dellà a l'est i sud-est, i Aransís, integrat a Gavet de la Conca al sud.

## Etimologia
La primera part del topònim és un mot romànic derivat de la paraula figa. Una figuerola és una figuera petita o jove. La segona part és deguda al fet que el lloc pertanyia a la Baronia d'Orcau. El nom del poble està documentat des del 1071.

## Geografia

### Descripció geogràfica
L'antic terme de Figuerola d'Orcau era el segon més petit dels que es van afegir a Isona el 1970 per a formar el nou municipi d'Isona i Conca Dellà. Aportà 7,96 km² dels 135,27 del total d'Isona i Conca Dellà.

#### El perímetre de l'antic terme

##### Límit amb l'antic terme d'Orcau (Isona i Conca Dellà)
La pràctica totalitat dels límits d'aquest antic municipi estan formats per cursos d'aigua: al nord (al biaix, de nord-est a sud-oest), el riu d'Abella.

##### Límit amb l'antic terme d'Aransís (Gavet de la Conca)
Al sud, de llevant a ponent, fent ziga-zaga, el riu de Conques o de Gavet. El termenal de ponent és una mena de punxa en direcció al mesclant d'aigües d'aquests dos rius, però sense acabar-hi d'arribar, i discorre de forma arbitrària per terra plana.

##### Límit amb l'antic terme de Conques (Isona i Conca Dellà)
El termenal de llevant sí que en part segueix una vall, la de la Segla de les Bassades, afluent per la dreta del riu de Conques. Tanmateix, no la segueix tota, ja que aquest barranc passa per ponent del poble i el límit del terme, per llevant. A prop de l'extrem sud del nucli de Figuerola d'Orcau, el termenal es vincla cap al nord-est, per envoltar el poble, i va a buscar el riu d'Abella al nord seu, a prop del Molí d'Orcau que, tanmateix, pertanyia al terme d'Orcau.

#### L'interior de l'antic terme
És un territori bastant pla, al voltant dels 550 m. alt. (la vila de Figuerola és a 553). on no destaquen gaires elevacions. Al sector sud-occidental de la vila, on no hi ha poblament dispers en l'actualitat, destaquen la plana de los Capbloncs, la Costa de les Escadolles i el Serrat de les Alzineres, amb el Puig Pedrós, de 544 m. alt. i el barranc de la Serra, a migdia seu. A ponent es troba la Serra, amb la casa de Cal Ferrer, que tampoc no assoleix alçades considerables (568 m. alt.), que és on hi ha una part de l'activitat econòmica de Figuerola d'Orcau: granges porcines. Al nord de la població hi ha zona, propera a la Font Barona, amb algunes explotacions porcines més.
Al sud del nucli de població hi ha el Turó de Cercues, de 561 m. alt., a la zona de les Clotes, que antigament era termenal amb Conques.

### Nuclis de població
| Entitat de població | Habitants |
| ------------------- | --------- |
| Figuerola d'Orcau   | 204       |
| Font: Idescat       |           |

Figuerola d'Orcau és l'única entitat de població del seu antic terme. En l'actualitat no té poblament dispers a l'entorn seu. En tot cas, algunes granges porcines, entre les quals es troba la masia de Cal Ferrer. Al sud del terme hi ha algunes masies abandonades, com ara Cal Ramon.
Des del punt de vista administratiu i jurídic, Figuerola d'Orcau pertangué a la Vegueria del Pallars. Amb la supressió, en el Decret de Nova Planta, de tots els models administratius catalans i la imposició dels castellans, passà al Corregiment de Talarn, i al segle xix, amb la implantació de la divisió provincial, fou inclosa a la Província de Lleida, dins del Partit Judicial de Tremp.
D'ençà de la comarcalització administrativa de Catalunya a proposta de Pau Vila, sempre ha estat inclosa a la comarca del Pallars Jussà, dins de la Regió IX en la divisió de la Segona República Espanyola, amb capitalitat a Tremp, i quedarà probablement inclosa en la futura Vegueria del Pirineu.
Eclesiàsticament, pertany al Bisbat d'Urgell, dins del seu arxiprestat del Pallars Jussà. No té rector propi, i la parròquia és menada, com totes les del terme d'Isona i Conca Dellà, pel rector d'Isona, resident en aquella vila.
Actualment no hi ha escola, a Figuerola d'Orcau. Cada matí un transport escolar du els alumnes a Tremp.

## Història
El castell de Figuerola d'Orcau és esmentat en una carta del 1112, on Teobald Ramon, baró d'Orcau, rep el senyoriu de la vila del comte de Pallars, Pere Ramon, amb la condició que el comte en conserva un terç: és l'actual Raval del Comte. El 1141 torna a ser esmentat, en un document de Ramon Berenguer d'Àger. Torna a ser esmentat el 1272, quan Jaume I en demana la potestat, juntament amb altres castells pallaresos. Al cap de quatre anys és Pere II, el Gran, qui demana el mateix.
Al segle xiv, Figuerola d'Orcau apareix en diversos fogatges com a domini d'Arnau d'Orcau: 31 focs el 1381, per exemple (unes 155 persones). El 1388 era del fill de l'anteriorment esmentat, Roger d'Orcau, i en les generacions anteriors, on s'alternen més d'un cop aquests dos mateixos noms propis, continua pertanyent al mateix llinatge.

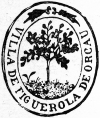
Segell municipal de vers el 1900

El segle XV visqué la guerra civil entre els reis de la casa de Trastàmara i la Generalitat de Catalunya. Com que Arnau d'Orcau es decantà per la causa catalana, en contra del rei, quan aquest, Joan II aconseguí finalment el poder el 1458, com a represàlia desposseí els Orcau dels seus senyorius, i els incorporà a la corona. Malgrat tot, el 1473 Arnau d'Orcau en recuperà el senyoriu. Continuà en mans dels Orcau fins que el net del darrer esmentat, Arnau Julià d'Orcau, morí. El succeí el seu nebot valencià -nebot en segon o tercer grau- Berenguer d'Erill i de Centelles, senyor de la vall d'Espills. Anomenats Erill-Orcau, esdevingueren comtes d'Erill, i Figuerola d'Orcau anà passant de mà en mà, en la decadència de les cases nobiliàries catalanes dels segles XVI, XVII i XVIII: per una sèrie de plets, passà als Bournonville, marquesos de Rupit, als Ponts-López de Mendoza, marquesos de Vilanant, als Abarca de Bolea, comtes d'Aranda, i als Silva, ducs d'Híxar.
En el cens del 1857 Figuerola d'Orcau apareix amb 737 habitants i 155 cèdules personals inscrites.
Al segle xix encara trobem que Figuerola d'Orcau formava part de les possessions patrimonials del Comte d'Aranda, Duc d'Híjar.

### L'antic ajuntament de Figuerola d'Orcau
L'alcaldia de Figuerola d'Orcau fou exercida, al llarg dels anys, per les persones següents:
- José María López (1846), coronel retirat d'infanteria, (Josep Berdeny, Antoni Subarroca, Josep Monill i Llorenç Mir, regidors)
- Josep Bullich i Munill (1894)
- Miquel Roqueta (1898)
- Antoni Feliu (1946 - 1950)

## Llocs d'interès
Com a resum, heus ací un llistat dels llocs d'interès de l'antic terme de Figuerola d'Orcau:

### Històric
- Vila de Figuerola d'Orcau (vila closa, portals exteriors i interiors)
- Santa Maria de Figuerola d'Orcau
- Mare de Déu del Prat

### Paisatgístic
- Vista sobre el terme i sobre la zona d'Aransís, del veí terme de Gavet de la Conca des de la capella de Sant Bartomeu

## Activitat econòmica
Figuerola d'Orcau no es diferencia gaire de la resta de poblacions del terme a què pertany. De base agrària i ramadera, els conreus tradicionals són gramínies (blat, ordi, civada, sègol...), oli, verdures per al consum propi, pastures i, antigament, un vi de molt bona qualitat.
Segons Pascual Madoz, a mitjan segle xix Figuerola d'Orcau produïa blat, civada, ordi, sègol, faves, blat de moro, cànem, mongetes, fruita, vi i seda. Hi havia també bestiar, sobretot vacum i mular. La cacera hi era abundosa (perdius, llebres, conills i guatlles).
Hi havia un molí -el Molí del Canal-, una fassina -fàbrica artesanal d'aiguardent-, un hostal, una botiga, un forn i una taverna. També hi havia hagut un trull, o molí d'oli, que estava inactiu des del 1827, quan la glaçada va matar les oliveres del terme.
Actualment el panorama ha variat substancialment: continuen sent importants les explotacions agràries, sobretot ametlles, ordi i blat, i el sector ramader s'ha especialitzat quasi exclusivament en el porcí. De la resta de productes esmentats per Madoz, no en queda res o a penes res.

## Festes i tradicions
Celebra dues festes majors al llarg de l'any: la grossa o d'estiu, per la Mare de Déu d'Agost, i la d'hivern, el 17 de gener, per Sant Antoni.

## Comunicacions
Està comunicat per les carreteres comarcals C-1412b i C-1412bz amb Isona, i Tremp i per la carretera local LV-5112 amb Orcau.
Pel que fa a mitjans de transport públic, Figuerola d'Orcau compta amb parada de l'autobús de la línia Barcelona-la Pobla de Segur, amb un servei al dia en direcció a Barcelona, al matí ben d'hora, i un altre a mitja tarda en direcció a la Pobla de Segur. També hi passa la línia Barcelona-eth Pònt de Rei, amb dos cotxes a mig matí en direcció a la Vall d'Aran (un d'ells té final de trajecte a Esterri d'Àneu), i dos a primera hora de la tarda cap a Barcelona.